# Cawang Lama
Cawang Lama is een bestuurslaag in het regentschap Rejang Lebong van de provincie Bengkulu, Indonesië. Cawang Lama telt 1098 inwoners (volkstelling 2010).